# Cocodrilos de Caracas
Cocodrilos de Caracas es un equipo profesional de baloncesto venezolano con sede en Caracas, Distrito Capital. Compiten en la Conferencia Oriental de la Superliga Profesional de Baloncesto (SPB) y disputan sus partidos como locales en el Gimnasio José Beracasa del Parque Naciones Unidas.

## Historia

### Antecedentes
La ciudad de Caracas contó por varias temporadas con participación en la Liga Especial de Baloncesto que inició en el año 1974 y que vieron acción entre 1974 y 1990 con las franquicias Ahorristas (1974–79), Retadores (1980), Telefonistas (1981-82), Académicos (1983-84), Estudiantes (1985-86), Lotos (1987) y Halcones (1988-90)

### Nacimiento de la franquicia
Al final de la temporada de 1990, Guillermo Valentiner le compra la franquicia Halcones de Caracas a Armando de Armas Jr, y nace la franquicia Cocodrilos de Caracas que debuta en la temporada de 1991. Al año siguiente logra su primer título.
El inicio del nuevo milenio arrancaba con buen pie para el club, ya que lograron vencer a Gaiteros del Zulia en siete encuentros para así poder ganar su segundo título. Cocodrilos participó en cinco finales consecutivas entre 2007 y 2011 ganando dos de ellas (2008 y 2010) siendo subcampeones frente a Guaiqueríes de Margarita y ante Marinos de Anzoátegui par de veces.
El equipo saurio ha participado en el torneo de la Liga Sudamericana de Clubes (entre 1990 y 2010) clasificando en tres ocasiones a las semifinales de este evento. Además llevó dos años consecutivos (2011 y 2012) participando en la Liga de las Américas, en la última edición lograron clasificar a la segunda ronda del torneo, arribando en el tercer puesto de la contienda que no le bastó para avanzar al Final Four del torneo. Al año siguiente, en 2013, el conjunto de la capital logra alzar su quinta copa de campeón de liga.

## Pabellón

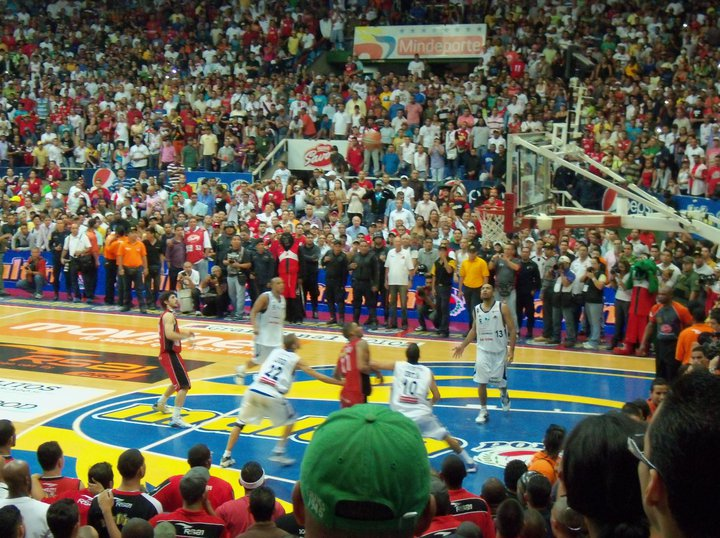
Vista del Gimnasio José Beracasa durante un partido de Cocodrilos.

El gimnasio José Beracasa del Parque Naciones Unidas (a veces conocido simplemente como «Parque Naciones Unidas») es un pabellón o arena cubierta multipropósito ubicado en la Parroquia El Paraíso del Municipio Libertador de la ciudad de Caracas, en Venezuela. Se ha utilizado para diversos deportes entre ellos baloncesto, voleibol, futsal y boxeo.
Es una instalación de propiedad pública administrada por el estado venezolano a través del Instituto Nacional de Deportes de Venezuela (IND), posee una capacidad aproximada para recibir a 6100 espectadores.
Sirve también de sede para el equipo local de voleibol Mágicos de Caracas, uno de los 6 pertenecientes a la Liga Venezolana de Voleibol, y para el Caracas Futsa, uno de los 6 equipos pertenecientes a la Torneo Superior de Futsal.
Todo el complejo deportivo de Naciones Unidas fue construido con motivo de la celebración en Caracas de los Juegos Panamericanos de 1983. El recinto fue bautizado en 1983 con ese nombre, en honor de José Beracasa Amrán, un reconocido deportista y dirigente venezolano que se destacó en varias disciplinas, siendo la principal el Baloncesto, presidente de la ODEPA. Antes de eso a la cancha se le conocía solo como Parque Naciones Unidas del Paraíso.
En 2015 el espacio fue remodelado por lo que tuvo que ser cerrado durante un período que finalizó en febrero de ese mismo año. Su reapertura fue realizada en presencia de autoridades del Ministerio de Deporte y la Liga Profesional de Baloncesto (LPB). La inversión para las mejoras fue de 89 millones de Bolívares y provinó del fondo del Deporte. Mejorándose los techos, asientos, iluminación, gradas y los baños principalmente. Además de un aumento de su capacidad de 5400 a 6100 espectadores sentados.
También ha disputado encuentros como local en El Poliedro de Caracas, en el gimnasio techado de la Universidad Central de Venezuela y en el recinto Gastón Portillo en toda la historia de la divisa.

## Jugadores

### Plantilla 2022
| Num                        | Nac.                               | Jugador         | Pos | Altura | Edad    |
|                            | Bandera de Venezuela               | Luis Betancourt | B   | 1,83 m | 22 años |
|                            | Bandera de Venezuela               | Jordy Aponte    | B   | 1,79 m | 18 años |
|                            | Bandera de la República Dominicana | Gelvis Solano   | E   | 1,85 m | 30 años |
|                            | Bandera de Venezuela               | Pedro Chourio   | E   | 1,86 m | 34 años |
|                            | Bandera de Venezuela               | César García    | E   | 1,93 m | 34 años |
|                            | Bandera de Venezuela               | Anyelo Cisneros | A   | 2,00 m | 28 años |
|                            | Bandera de la República Dominicana | Luis Montero    | A   | 2,03 m | 31 años |
|                            | Bandera de Venezuela               | Gregory Curvelo | AP  | 1,96 m | 34 años |
|                            | Bandera de Venezuela               | Luis Bethelmy   | AP  | 2,00 m | 38 años |
|                            | Bandera de Venezuela               | Junior Martínez | AP  | 2,00 m | 33 años |
|                            | Bandera de Venezuela               | Jovanni Díaz    | AP  | 2,03 m | 35 años |
|                            | Bandera de Venezuela               | Miguel Bolívar  | P   | 2,06 m | 33 años |
|                            | Bandera de Estados Unidos          | Diamond Stone   | P   | 2,08 m | 28 años |
| Entrenador: Gonzalo García |                                    |                 |     |        |         |

## Palmarés
- Superliga Profesional de Baloncesto (6): 1992, 2000, 2008, 2010, 2013 y 2015-16.
  - Subcampeón (6): 1994, 1997, 2007, 2009, 2011 y 2022.
- Títulos de Conferencia (1): 2022.
- Títulos de División (1): 2022.